# Oficial del Imperio Británico

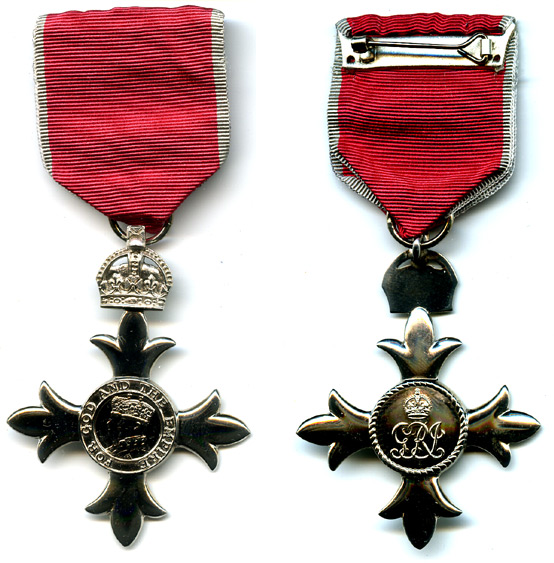
Anverso y reverso de la Medalla de la Orden del Imperio Británico.

La Excelentísima Orden del Imperio Británico es una Orden de Caballería británica, instituida el 4 de junio de 1917 por el rey Jorge V. La pertenencia a la orden es otorgada por el rey de Inglaterra a todos aquellos que hacen algo significativo en nombre del Reino Unido.
- Caballero Gran Cruz o Dama Gran Cruz (GBE) (Knight Grand Cross or Dame Grand Cross)
- Caballero Comendador o Dama Comendadora (KBE or DBE) (Knight Commander or Dame Commander)
- Comendador (CBE) (Commander)
- Oficial (OBE) (Officer)
- Miembro (MBE) (Member)